# 小林泉
小林 泉（こばやし いずみ、男性、1948年4月13日 - ）は、日本の国際関係論学者、太平洋諸島研究者、大阪学院大学教授。
東京生まれ。1971年東京農業大学畜産学科卒業。1973年シンガポール南洋大学留学。1992年「太平洋島嶼諸国の経済自立と援助に関する研究」で東京農業大学博士（農業経済学）。大阪学院大学助教授、教授。一般社団法人太平洋協会理事長、太平洋諸島学会会長。1995年『太平洋島嶼諸国論』で大平正芳記念賞受賞。国際関係論・国際開発学専攻。
2025年4月旭日小綬章受章。

## 著書
- 『ミクロネシアの小さな国々』中公新書 1982
- 『アメリカ極秘文書と信託統治の終焉 ソロモン報告・ミクロネシアの独立』東信堂 1994
- 『太平洋島嶼諸国論』東信堂 1994
- 『地域研究概論』晃洋書房 国際学シリーズ 2002
- 『ミクロネシア独立国家への軌跡 見つづけた島々の30年』太平洋諸島地域研究所 2006
- 『産業開発と伝統の変容 ミクロネシア連邦の経済事情』太平洋諸島地域研究所 JIPAS研究シリーズ 2007
- 『ミクロネシアの日系人 日系大酋長アイザワ物語』太平洋諸島地域研究所 JIPAS研究シリーズ 2007
- 『中国・台湾の激突 太平洋をめぐる国際関係』太平洋諸島地域研究所 JIPAS研究シリーズ 2009
- 『南の島の日本人 もうひとつの戦後史』産経新聞出版 2010

編著
- 『ミクロネシア連邦・カセレリア! ポンペイ・トラック・ヤップ・コスラエ』編著 アジア出版 1986

監修
- 『オセアニアを知る事典 新版』加藤めぐみ,石川栄吉,越智道雄,百々佑利子共監修 平凡社 2010

### 翻訳
- カミセセ・マラ『パシフィック・ウェイ フィジー大統領回顧録』東裕,都丸潤子共訳 慶應義塾大学出版会 2000
- リチャード・ナイル,クリスチャン・クラーク『オセアニア』渡邉昭夫監修 渡邉昭夫,東裕,福嶋輝彦共訳 朝倉書店 図説世界文化地理大百科 2008